# 臭党参
臭党参（学名：Codonopsis foetens）为桔梗科党参属的植物。分布在锡金以及中国大陆的西藏等地，生长于海拔3,900米至4,600米的地区，常生长在高山灌丛和石缝中，目前尚未由人工引种栽培。